# Крилова Людмила Іванівна
Крило́ва Людми́ла Іва́нівна (рос. Людмила Ивановна Крылова; 2 жовтня 1938, Москва, РРФСР) — російська акторка, заслужена артистка РСФСР.

## Життєпис
Закінчила Театральне училище ім. М. Щепкіна (1960). Працювала у театрі «Современник». Знімається у кіно з 1958 р. (фільми: «Розповіді про Леніна», «Добровольці», «Живі і мертві» тощо).
Грала в українських стрічках: «Катя-Катюша» (1960, Катя), «Напередодні прем'єри» (1978), «Ах, водевіль, водевіль» (1980, т/ф).